# Резике, Густав
Густав Резике (15 июля 1856, Берлин — 25 февраля 1924, Оэльс) — германский юрист и политический деятель.

## Биография
Окончил Кёльнишскую гимназию в Берлине, после чего в университете этого же города изучал протестантское богословие, затем в университетах Гёттингена и Лейпцига изучал историю и философию, а позже право. После окончания обучения с 1881 по 1886 год был стажёром в судах Берлина, Галле и Наумбурга, позже до 1889 года работал младшим адвокатом. В 1889 году получил место управляющего имением в Даме. В 1893 году участвовал в создании «Союза сельских хозяев», в котором играл видную роль и до 1920 года был его председателем, а после объединения этого общества с Немецкой земельной лигой в 1921 году до конца жизни был президентом возникшей в результате слияния Национальной аграрной лиги.
Состоял членом Консервативной партии, в 1918 году участвовал в создании Немецкой национальной народной партии. В 1898—1903, 1907—1912 и 1914—1918 годах избирался депутатом рейхстага Германской империи от аграриев; на выборах 1903 года и нескольких последующих был забаллотирован. В 1919—1920 годах был депутатом Веймарского национального собрания, затем вновь депутатом рейхстага до конца жизни.